# Platja del Cortal de la Vila
La platja del Cortal de la Vila, anomenada popularment platja de la Cagarra, és una platja natural del municipi de Sant Pere Pescador (Alt Empordà), situada al golf de Roses, entre la platja de Cal Cristià, al nord, i la platja del Cortal de la Devesa, al sud. És una de les vuit platges en les quals es divideix el front marítim de Sant Pere Pescador. El seu entorn és molt poc urbanitzat, en el qual la vegetació mediterrània i les petites dunes de sorra conformen un paisatge de gran valor ecològic. Té una longitud de 543 m i una amplada de 111 m, formada per sorres mitjanes, gruixudes, fines i graves. Situada a 3,7 km del nucli urbà, s'hi pot accedir en cotxe, en bicicleta o a peu. Disposa d'una franja de 100 metres habilitada per a la pràctica del kitesurf, amb zona d'escoles. S'hi practica el nudisme.
El nom de la platja prové de la finca del Cortal de la Vila, del segle XVII, unes terres comunals que foren subhastades el 1841.